# Abdalá Bucaram
Abdalá Bucaram Ortiz (Guayaquil, 20 de Fevereiro de 1952) é um advogado e político equatoriano, que foi presidente de seu país entre 1996 e 1997.

## Formação e cargos públicos
Bucaram estudou Direito na Universidade Estatal de Guayaquil, e graduou-se como advogado público, profissão que não chegou a exercer. Atleta destacado, foi membro da equipe olímpica equatoriana em 1972, e presidente do time de futebol Barcelona Sporting Club de Guayaquil.
No setor público, foi chefe de polícia da província de Guayas. Seu primeiro cargo político eletivo foi o de prefeito de Guayaquil, pelo partido populista Partido Roldosista Equatoriano (PRE), do qual é membro-fundador e dirigente máximo.

## Presidência
Bucaram concorreu à presidência do Equador três vezes e perdeu as duas primeiras. Mas, em agosto de 1996, foi eleito presidente de seu país, após disputar o segundo turno contra o candidato social-cristão Jaime Nebot.
No entanto, o governo de Bucaram durou pouco mais de seis meses e se caracterizou por um alto nível de corrupção e por grande excentricidade do presidente. Bucaram chegou a dar shows de rock com a banda Los Iracundos, planejou contratar Diego Maradona para seu time de futebol e deu várias festas na residência presidencial. Também durante seu mandato, um de seus filhos, Jacobo (mais conhecido como "Jacobito"), organizou uma festa para comemorar seu "primeiro milhão de dólares", ganhos com apenas 21 anos em operações ilícitas na alfândega de Guayaquil, maior porto marítimo do Equador.
Estes fatos causaram pressões e protestos populares que levaram à sua deposição pelo Congresso, sob a alegação de "incapacidade mental". Em seguida, Bucaram exilou-se no Panamá.

## Fatos recentes
Em 2005, Bucaram esteve em Guayaquil por quase duas semanas e meia, quando as acusações contra ele foram anuladas por uma mudança de juízes na Suprema Corte, promovida pelo então presidente Lucio Gutiérrez, que buscava apoio de Bucaram para seu governo ameaçado. No entanto, Gutiérrez também acabou deposto pelo Congresso e foi forçado a deixar a presidência. No mesmo dia, as acusações de corrupção contra Bucaram foram restauradas em 20 de abril de 2005, Bucaram voltou ao exílio na Cidade do Panamá.
Bucaram ainda controla seu partido, mesmo vivendo no Panamá, e faz declarações públicas sobre política apesar de isto ser proibido por regras internacionais de asilo político.
- Wikinotícias